# Fontaine de Näsikallio
La fontaine de Näsikallio (finnois : Näsikallion suihkukaivo) est une fontaine située dans le parc de Näsi du quartier Finlayson à Tampere en Finlande.

## Présentation
La composition de granite d'esprit Art nouveau conçue par l'architecte Birger Federley comprend trois sculptures en bronze d'Emil Wikström,.
La fontaine construite grâce à un don du conseiller commercial Nikolai Tirkkonen est également connue sous le nom de fontaine Tirkkonen.

## Sculptures de
Les thèmes des statues de la fontaine sont basés sur la culture populaire ancienne.
La sculpture en bronze du haut représente la jeune fille du Nord, familière du Kalevala, assise sur un arc-en-ciel et filant un fil d'or avec un fuseau.
Elle est complétée par deux groupes de sculptures allégoriques représentant le père et le fils ainsi que la mère et la fille. 
L'une symbolise l'industrie manufacturière, l'autre l'industrie domestique.
Le style des sculptures est celui du réalisme français,.

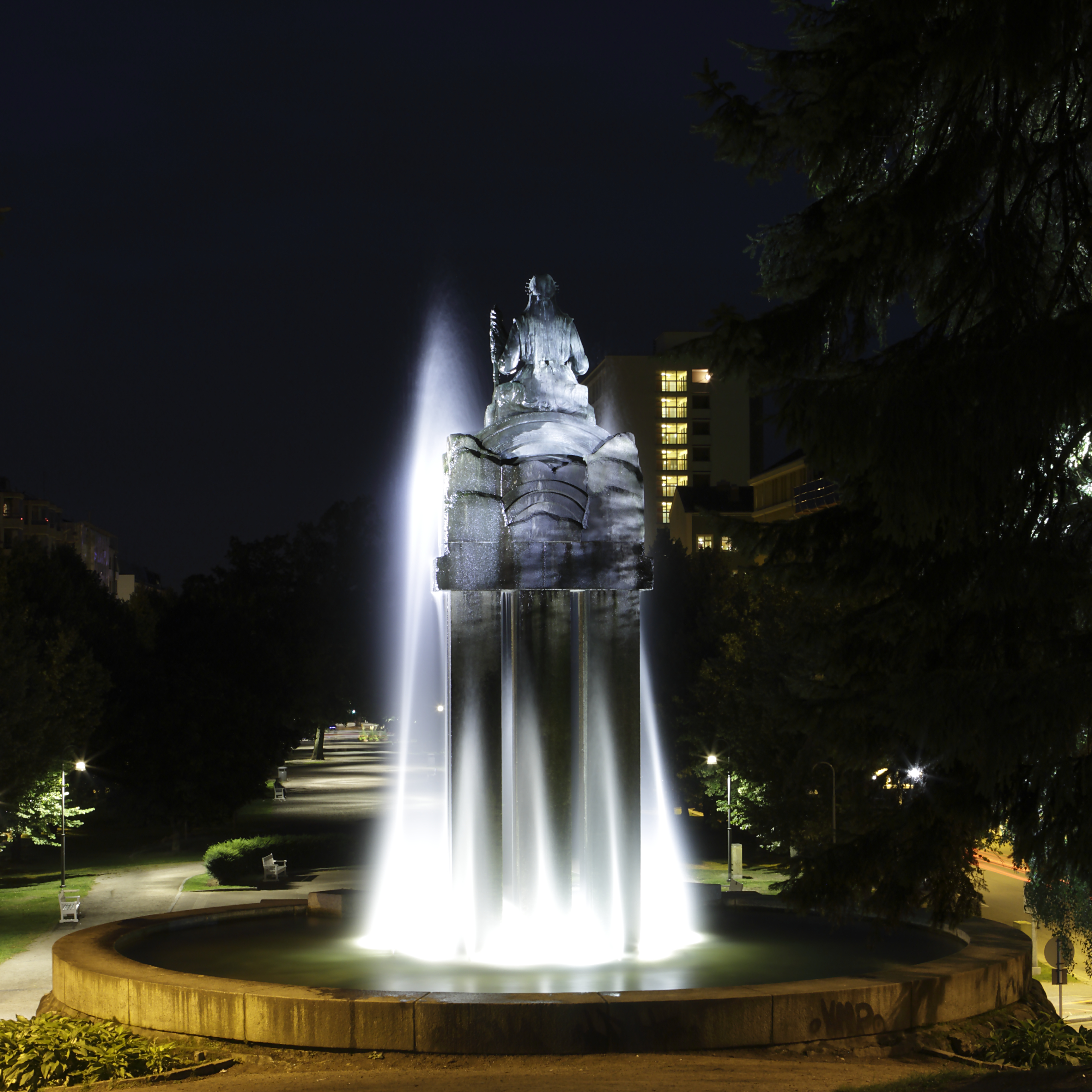
La jeune fille du Nord.